# (18932) Robinhood

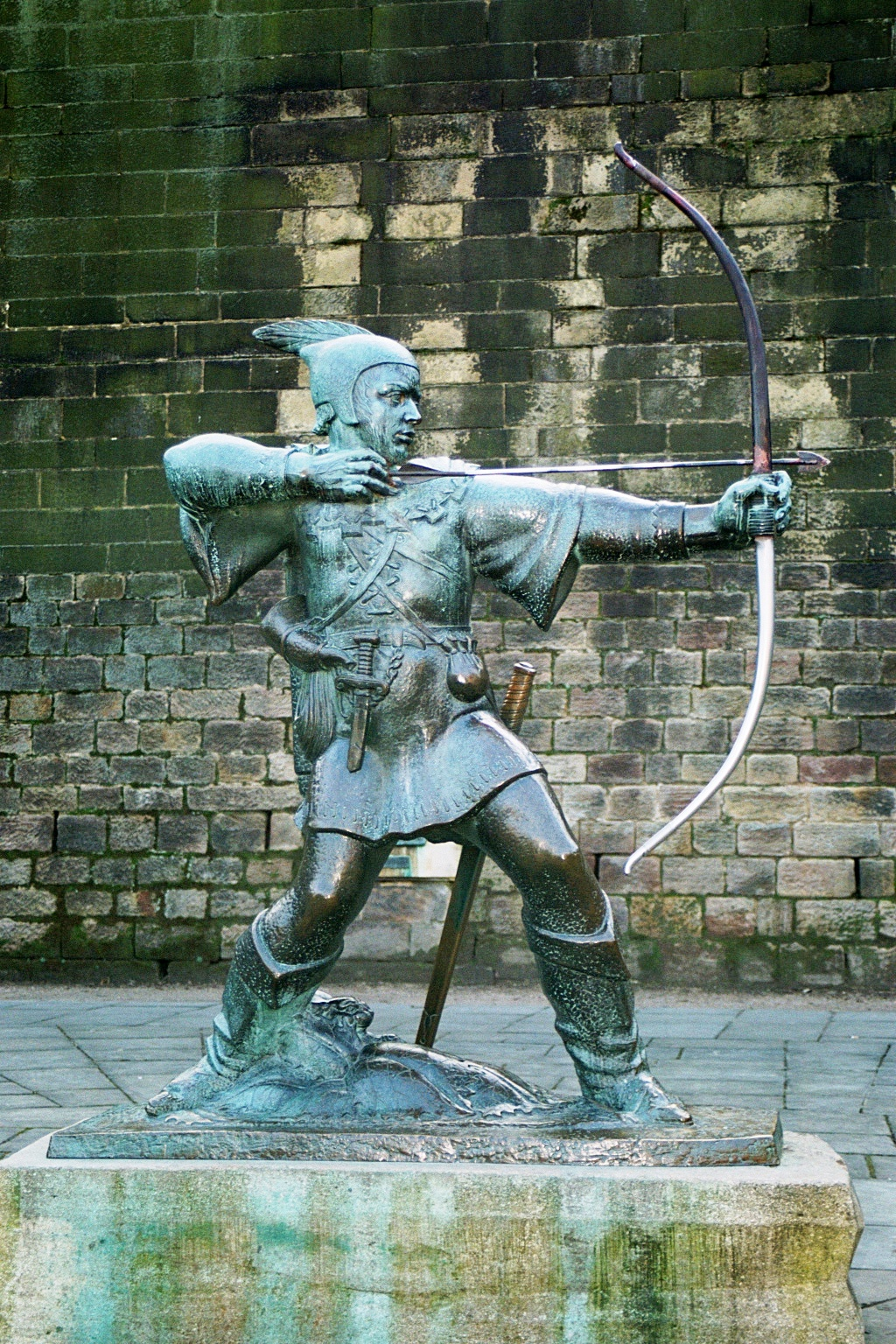
Statue de Robin des Bois à Nottingham

(18932) Robinhood ou (18932) Robindesbois est un astéroïde de la ceinture principale.

## Description
(18932) Robinhood est un astéroïde de la ceinture principale. Il fut découvert par John Broughton le 28 août 2000 à l'observatoire de Reedy Creek. Il présente une orbite caractérisée par un demi-grand axe de 2,34 UA, une excentricité de 0,237 et une inclinaison de 2,57° par rapport à l'écliptique.
Il fut nommé en hommage au héros du XIIIe siècle, archer et hors-la-loi Robin des Bois, qui s'illustra dans la défense des plus pauvres, en volant aux riches.

## Compléments